# Philip Labonte
Philip Steven Labonte (nascido em 15 de Abril de 1975) é um músico norte-americano de Massachusetts, mais conhecido por ser o vocalista da banda de metalcore, All That Remains. Labonte é o ex-vocalista do Shadows Fall e foi o vocalista substituto de Howard Jones junto com Jesse Leach no começo de 2010 em uma turnê do Killswitch Engage.

## História
A carreira musical de Phil começou com a banda Perpetual Doom lançando uma demo em 1995.[carece de fontes?] Após sair da banda, Phil se tornou vocalista da banda Shadows Fall, na qual gravou um EP e o álbum Somber Eyes to the Sky no mesmo ano. Phil se separou do Shadows Fall em 2000 para dar mais continuidade à banda que havia formado em 1998, o All That Remains, que atingiu o sucesso, e permanece até hoje. Após a saída do vocalista Jesse Leach da banda Killswitch Engage em 2002, Phil tentou assumir a vaga como vocalista, porém acabando perdendo-a para Howard Jones.[carece de fontes?] All That Remains ja lançou seis álbuns de estúdio e atingiu o sucesso absoluto com o álbum The Fall of Ideals de 2006.

## Discografia

### Perpetual Doom
- Sorrow's End (Demo) (1995)

### Shadows Fall
- To Ashes (EP) (1997)
- Somber Eyes to the Sky (1997)

### All That Remains
- Behind Silence and Solitude (2002)
- This Darkened Heart (2004)
- The Fall of Ideals (2006)
- Overcome  (2008)
- For We Are Many (2010)
- A War You Cannot Win (2012)
- The Order Of Things (2015)

### Participações especiais
- Killswitch Engage – "Self Revolution"
- Killswitch Engage – "To The Sons Of Man"
- Killswitch Engage - "Declaration"
- Killswitch Engage – "Hope Is..."
- Killswitch Engage – "Irreversal"
- Ligeia – "Makin' Love to a Murderer"
- Flatlined – "Parallel Reflections"
- The Autumn Offering – "Homecoming"
- The Acacia Strain – "Predator; Never Prey"
- Tarja Turunen – "Dark Star"
- Unearth – "Grave of Opportunity" (videoclipe)
- Jamey Jasta – "Something You Should Know"